# Wubi
Wubi ([ˈwuːbi]; Windows-based Ubuntu Installer) byl oficiální instalátor linuxového systému Ubuntu (a některých jeho variant) pro MS Windows mezi lety 2008 a 2013. Původně se jednalo o nezávislý projekt, nicméně od verze Ubuntu 8.04 po 12.10 se Wubi nalézalo přímo na instalačním CD. V Ubuntu 13.04 (Raring Ringtail) a následujících již Wubi absentoval; důvodem byla jeho nekompatibilita s Windows 8, jakož i nedostatečná podpora a ukončený vývoj.
Nevytvářel virtuální stroj, ale speciální diskový obraz (virtuální disk). Na tento disk, který se z pohledu Windows tváří jako soubor, se následně nainstalovala vlastní distribuce. Ke spuštění používal zavaděč Windows, do jehož konfiguračního souboru zapsal údaje pro spuštění.
Tento instalátor byl určen především pro ty uživatele, kteří si chtěli Ubuntu neinvazivně vyzkoušet: Live CD jim nepostačovalo, nicméně se jim nechtělo rozdělovat disk, například z obavy o ztrátu dat. Wubi umožňovalo snadno odinstalovat takto nainstalované Ubuntu jako běžnou aplikaci.
Příbuzným projektem je Lubi [luːbi], které jako hostující systém používá GNU/Linux či BSD.

## Omezení
- Není podporována hibernace.[1]
- Souborový systém Wubi je náchylnější na tvrdé restarty (vypnutí proudu) než běžný souborový systém.
- Jelikož používá souborové systémy FAT32 nebo NTFS, dochází zde k fragmentaci, která vede ke snižování výkonu.

## Podobné projekty
- andLinux
- Topologilinux
- Instlux
- Win32-Loader
- UNetbootin